# Chōfu

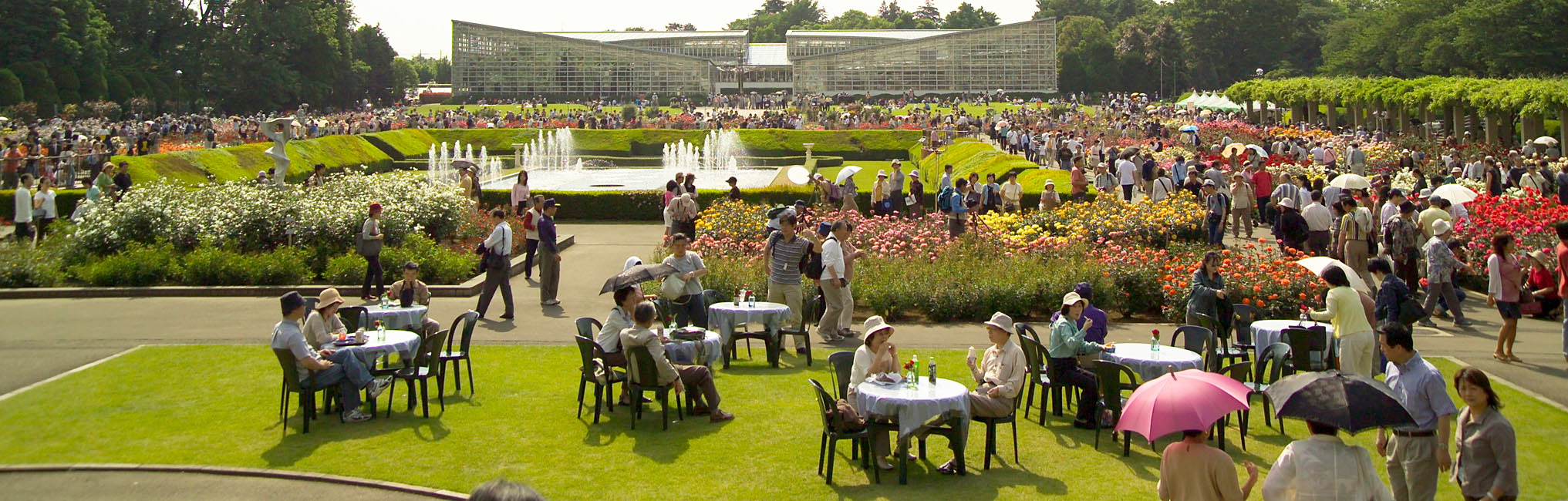
Grădina botanică din Chōfu

Chōfu (調布市 Chōfu-shi?) este un municipiu din Japonia, zona metropolitană Tōkyō.